# Курочка латиноамериканська
Курочка латиноамериканська (Gallinula galeata) — вид журавлеподібних птахів родини пастушкових (Rallidae). Поширений у Новому світі

## Поширення
Вид має дуже великий ареал, який простягається від півдня Сполучених Штатів і Мексики, через Центральну Америку до Південної Америки, включаючи Антильські острови, Гавайські острови та Барбадос. Віддає перевагу водним середовищам існування з густою рослинністю.

## Підвиди
Визнано сім підвидів:
- G. g. sandvicensis Streets, 1877 (Гавайські острови);
- G. g. cachinnans Bangs, 1915 (від південно-східної Канади та США до західної Панами, а також на Бермудських і Галапагоських островів);
- G. g. cerceris Bangs, 1910 (Великі та Малі Антильські острови);
- G. g. barbadensis J. Bond, 1954 (Барбадос);
- G. g. pauxilla Bangs, 1915 (від східної Панами, північної та західної Колумбії та західного Еквадору до південно-західного Перу та північного Чилі);
- G. g. garmani J. A. Allen, 1876 (Анди Перу, Чилі, Болівії та Аргентини);
- G. g. galeata (M. H. K. Lichtenstein, 1818) (від Тринідаду та Гвіани до Уругваю та північної Аргентини).

## Опис
Пастушок середнього розміру. Тіло завдовжки 35–36 см, вагою 300—450 г, розмах крил приблизно 53 см. Оперення переважно чорнувате; голова має лобовий щиток, що тягнеться над коренем дзьоба, жовто-червоного кольору; кінчик дзьоба яскраво-жовтий.

## Спосіб життя
Це всеїдний вид, який харчується черв'яками, ракоподібними, молюсками, комахами, павуками, дрібною рибою, пуголовками та іноді яйцями інших птахів, а також різноманітною рослинною поживою, такими як водорості, мохи, пагони та насіння різних водних організмів, квіти, ягоди та плоди тощо. Гніздо, зроблене з плетених гілок, може бути плаваючим або розміщеним на висоті до 1 м над водою серед рослинності, або на твердій платформі з гілок у воді. Рідше розміщується серед рослинності на землі або в невисоких кущах на березі біля води.